# Sur Bahir
Sur Bahir (arab. صور باهر; hebr. צור באהר) – osiedle mieszkaniowe w Jerozolimie w Izraelu, znajdujące się na terenie Wschodniej Jerozolimy.

## Położenie
Osiedle jest położone w południowo-wschodnim skraju miasta. Na południu znajduje się osiedle Har Homa, na zachodzie kibuc Ramat Rachel, na północy osiedle Wschodni Talpijjot, a na wschodzie palestyńska wioska as-Szeik Sad.

## Historia
Po wojnie o niepodległość w 1948, wioska znalazła się na terenach okupowanych przez Transjordanię. Podczas wojny sześciodniowej w 1967 całą okolicę zajęły wojska izraelskie, a następnie wioska weszła w obręb granic miasta Jerozolima.
W 2000 rząd Izraela zatwierdził plan rozbudowy infrastruktury osiedla. We wrześniu 2005 we współpracy z armią przeprowadzono likwidację tutejszego pola minowego. W maju 2007 wybudowano dwie szkoły, jedną dla chłopców i jedną dla dziewcząt.